# Sjoem
Шум (Oekraïens voor "geluid"), in het Nederlands getranslitereerd als Sjoem en ook bekend onder de Engelse transliteratie Shum, is een lied van de Oekraïense electro-folkband Go_A. Het nummer is de inzending van Oekraïne op het Eurovisiesongfestival 2021 in Rotterdam. Het is de eerste keer dat een nummer volledig in het Oekraïens wordt gezongen op het Eurovisiesongfestival. Een eerste poging was van dezelfde band Go_A voor het Eurovisiesongfestival in 2020, maar deze show werd afgelast wegens de coronapandemie.
Het nummer maakte deel uit van de eerste halve finale van het festival en kwalificeerde zich vervolgens voor de grote finale van het Eurovisiesongfestival. Het nummer groeide uit tot een van de favorieten om het liedjesfestijn te winnen. Dat lukt niet, het lied eindigde als vijfde.

## Videoclip
Op 22 januari 2021 presenteerde Go_A een videoclip voor het nummer op het YouTube-kanaal van de band. Minder dan drie weken later werd het reeds 1 miljoen keer bekeken. De video werd gemaakt met een telefooncamera. Door de coronapandemie was het hun bedoeling om gewoon te experimenteren en "een grappige video te maken".